# 施盧爾斯堡 (密蘇里州)
施盧爾斯堡（英語：Schluersburg）是位於美國密蘇里州聖查爾斯縣的非建制地區。

## 歷史
施盧爾斯堡的郵局於1862年設立，其後於1908年停運。

## 地理
施盧爾斯堡所處的海拔為高於海平面160米（即525英呎），而該地所採用的時區為UTC-6，即北美中部時區（CST）。同時該地設有夏令時間，為UTC-6調快一小時，即UTC-5（CDT）。